# 查帕拉湖
查帕拉湖（Lago de Chapala），是墨西哥最大的淡水湖。
大部份位於哈利斯科州，小部分屬米却肯州。海拔1,524公尺，面積1,100平方公里。平均水深4.5公尺，最大水深10.5公尺。附近最大城市是瓜达拉哈拉市，湖边重要小镇有Ocotlan、Poncitlan。

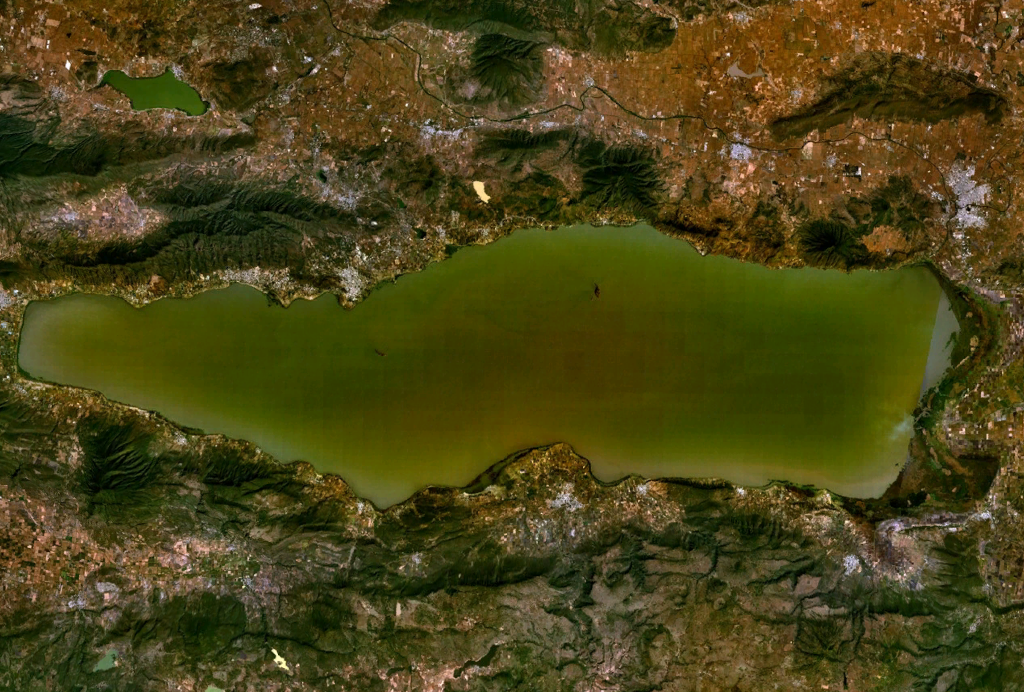
衛星圖
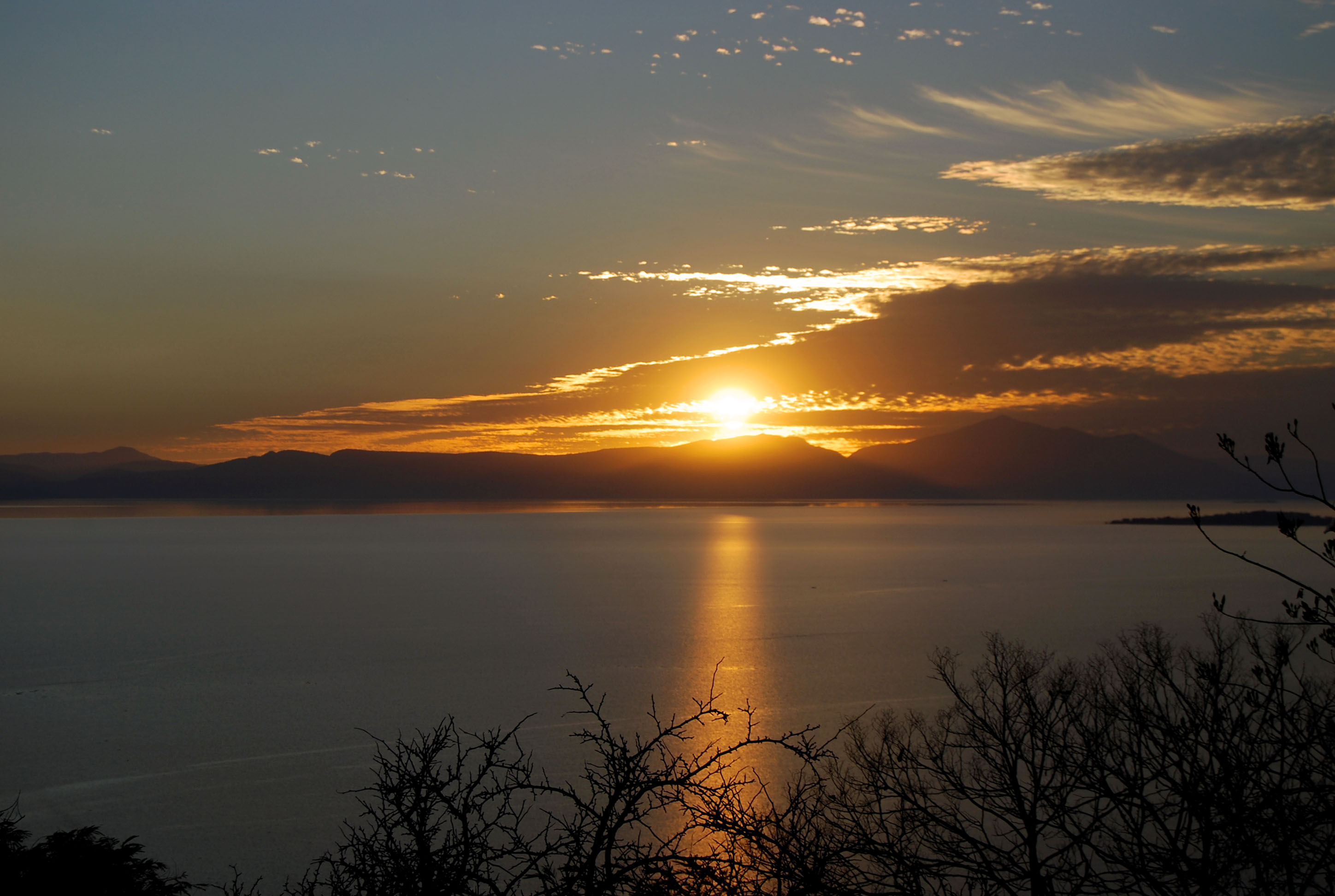
日落湖景